# Bandera del Sudan del Sud
La bandera del Sudan del Sud es va adoptar després de la firma de l'Acord General de Pau que van posar fi a la Segona guerra civil sudanesa.
La bandera va ser utilitzada anteriorment com la bandera del Sudan pel Moviment d'Alliberament del Poble Sudanès. La bandera és similar a la bandera de Kenya amb l'addició d'un triangle blau i una estrella d'or dins del triangle. Els colors es diu que representen la població sudanesa del sud (negre), la sang vessada per la llibertat (vermell) i la terra (verd); l'estrella d'or representa l'estrella de Betlem com a unió dels estats del Sudan del Sud.
La bandera del Sudan del Sud és una de les dues banderes de sis colors al món, juntament amb la bandera de Sud-àfrica.

## Colors
| Esquema de colors | Blau cel  | Groc       | negre     | Vermell        | Verd       | Blanc       |         |
| ----------------- | --------- | ---------- | --------- | -------------- | ---------- | ----------- | ------- |
| Esquema de colors | CMYK      | 100-25-0-5 | 0-10-90-0 | 100-100-100-99 | 0-86-82-11 | 100-0-48-43 | 0-0-0-0 |
| HEX               | #00B6F2   | #FFE51A    | #000000   | #E22028        | #00914C    | #FFFFFF     |         |
| RGB               | 0-182-242 | 255-229-26 | 0-0-0     | 226-32-40      | 0-145-76   | 255-255-255 |         |

Sovint s'utilitza la bandera del Sudan del Sud amb un triangle de color blau fosc. El 25 d'agost de 2023, l'Autoritat de Mitjans de Comunicació del país va publicar un avís que desanimava l'ús d'aquesta variant de bandera. És il·legal al Sudan del Sud distribuir una reproducció incorrecta de la bandera.

## Banderes provincials

Bandera de Bahr al-Ghazal.